# Anisodus acutangulus
Anisodus acutangulus ist eine Pflanzenart aus der Gattung Anisodus innerhalb der Familie der Nachtschattengewächse (Solanaceae). Die Art ist in der Volksrepublik China verbreitet.

## Beschreibung
Anisodus acutangulus ist eine 1 bis 1,5 m hohe, ausdauernde Pflanze. Sie bildet kräftige Wurzeln, die außen gelb-braun und innen blass gelb gefärbt sind. Die Laubblätter besitzen einen 0,5 bis 1 (selten bis 1,5) cm langen Blattstiel und eine 8 bis 15 cm lange und 3 bis 6 cm breite Blattspreite. Diese ist eiförmig oder elliptisch, papierartig bis fast membranartig und an der Basis keilförmig oder leicht am Blattstiel herablaufend und an der Spitze zugespitzt. Der Blattrand ist ganzrandig, geschwungen oder manchmal mit 1 bis 3 Zähnen besetzt.
Die Blüten stehen einzeln in den Blattachseln an etwa 2 cm langen Blütenstielen. Der Kelch wird etwa 3 bis 4,5 cm lang und ist von zehn aufrechten Adern durchzogen. Er ist unbehaart oder auf der Außenseite spärlich behaart, unregelmäßig vier- oder fünflappig. Die Kelchlappen sind schmal dreieckig, zwei (oder drei) sind etwas größer und länger und dann 2 bis 2,5 cm lang. Die Krone ist blass gelblich-grün, gelegentlich etwas purpurn. Die Kronlappen sind etwas purpurn und ähnlich den Kelchlappen. Die Krone steht entweder nur leicht über den Kelch hinaus oder kann bis doppelt so lang werden und misst dann 2,5 bis 3 (selten bis 4) cm. Sie ist behaart und weist auf der Außenseite der Basis eine purpurne Zeichnung auf. Die Staubblätter stehen nicht über die Krone hinaus und sind nur etwa halb so lang wie die Krone. Die Staubbeutel sind 5 bis 5,6 mm lang.
An der Frucht verlängert sich der Blütenstiel auf bis zu 7 cm und ist gebogen. Der Kelch vergrößert sich auf 3,5 bis 4,5 cm. Die Frucht ist eine Kapsel, die nickend am Stiel steht.
Die Chromosomenzahl beträgt 2n = 48.

## Vorkommen und Standorte
Anisodus acutangulus kommt in Sichuan und Yunnan vor und wächst dort in Höhenlagen zwischen 2800 und 3100 m an grasigen Hängen und an Abfallflächen.